# Bill Cosby
William Henry Cosby, Jr. (Filadélfia, 12 de julho de 1937), mais conhecido como Bill Cosby, é um ex-ator e comediante estadunidense.
Cosby foi acusado por inúmeras mulheres por crimes como estupro, agressão, distribuição de Boa noite, Cinderela, assédio sexual e abuso sexual de menores. As datas das acusações variam entre 1965 e 2018. Foi considerado culpado por pelo menos três incidentes de assédio sexual gravíssimo, condenado a 10 anos de prisão, iniciada em 2018 numa penitenciaria estadual na Pensilvânia. Em julho de 2021, a Suprema Corte da Pensilvânia anulou a sentença por vários erros na validação das acusações pela promotoria. O comediante foi libertado assim que oficializada a nova sentença da corte suprema.

## Infância e juventude

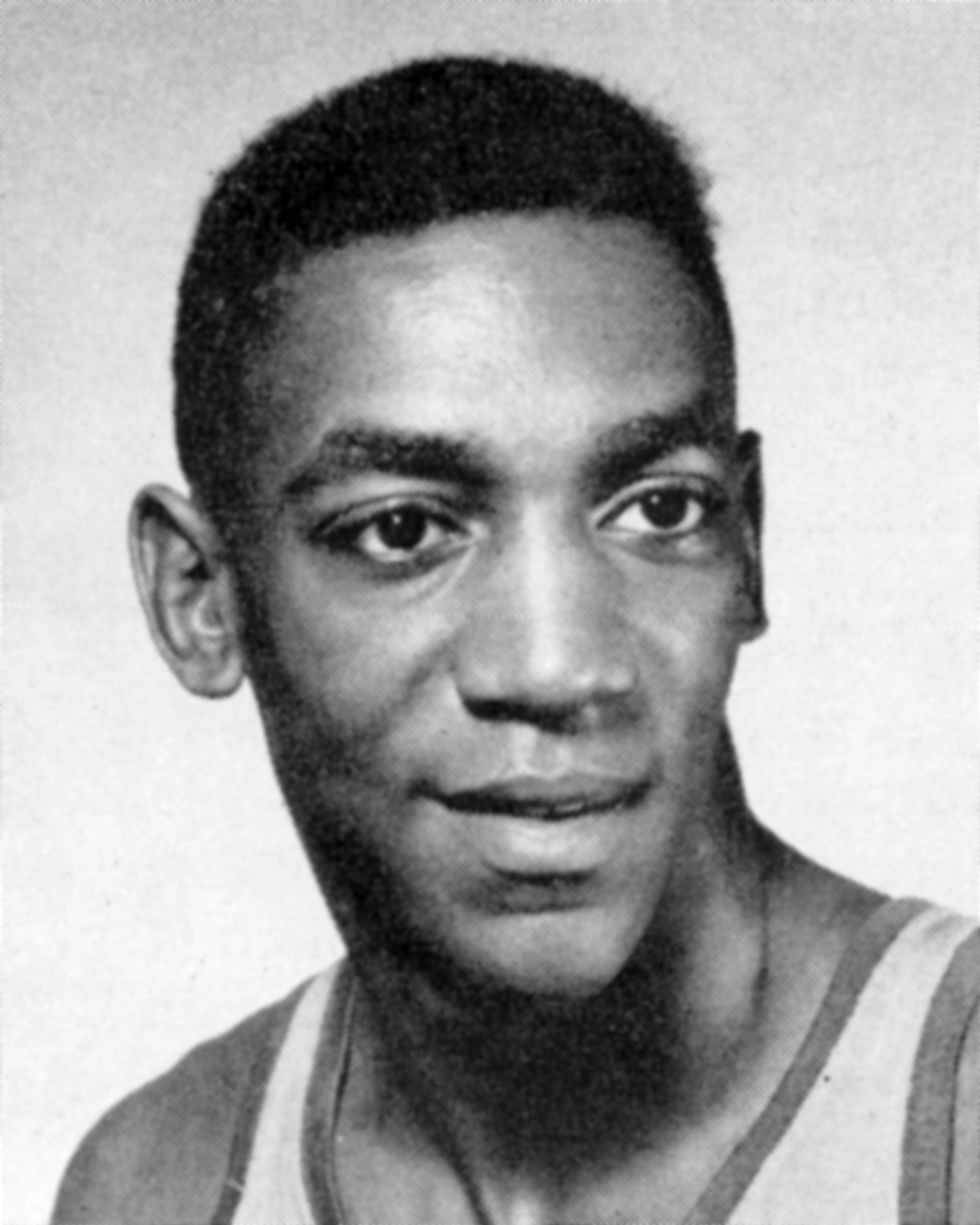
Foto de alistamento de Bill Cosby à Marinha

Bill Cosby nasceu e cresceu em Filadélfia, Pensilvânia. É um dos quatro filhos de Anna Pearl (nascida Anna Hite) e William Henry Cosby, Sr., que serviu a bordo na Marinha dos Estados Unidos. Durante muitos anos de sua infância, o pai de Cosby estava ausente servindo às forças armadas e lutou por muitos anos na Segunda Guerra Mundial. Como estudante, ele se definiu como palhaço da turma. Cosby foi o capitão dos times de basebol e de atletismo da Mary Channing Wister Elementary School da Filadélfia, onde também foi presidente de turma. Os professores notaram sua tendência a divertir referenciando-se aos estudos. Na Fitz Simmons Junior High, Cosby continuou sua devoção tanto aos esportes quanto aos jogos. Ele se mudou para a Central High School em intercâmbio acadêmico, mas seus horários de jogos de basquete, basebol e atletismo eram esforço demais para ele. Além disso, Cosby trabalhava antes e depois da escola num supermercado para ajudar financeiramente a família. Foi transferido à Germantown High School, mas repetiu. Em vez de repetir, ele preferiu arrumar um emprego de aprendiz em uma sapataria, o que gostava, mas não conseguia se ver fazendo por toda sua vida. Subsequentemente, alistou-se na Marinha, servindo em vários portos.
Enquanto servia à Marinha no Hospital Corpsman por quatro anos, Cosby trabalhou em terapia física, tendo contato com vários casos de feridos da Guerra da Coreia, o que o ajudou a descobrir o que era importante para si mesmo. Então ele percebeu a real necessidade da educação, conseguindo seu diploma em supletivos à distância. Ele venceu um a competição de atletismo numa maratona escolar da Universidade Temple da Filadélfia em 1961-62, e formou-se em educação física enquanto jogava como zagueiro no time de futebol americano. Ele também participou de uma divisão escolar da fraternidade Ômega Psi Phi.
Tendo progredido em seus estudos, Cosby continuou exercendo seu talento para o humor, fazendo piadas com amigos e colegas de trabalho. Quando trabalhou num clube da Filadélfia, para ganhar dinheiro, tornou-se ciente da sua habilidade para fazer as pessoas rirem. Ele trabalhou seu talento e apresentou no palco.

## Carreira stand-up
Cosby deixou Temple para tentar a carreira na comédia, apesar de querer voltar ao colegial nos anos 70. Conseguiu emprego em alguns clubes na Filadélfia e logo se mudou para Nova Iorque, onde apresentava-se no The Gaslight Cafe, começando em 1962. Ele se apresentou em Chicago, Las Vegas, São Francisco, Washington, D.C., dentre outros. Sua fama nacional chegou no verão de 1963, quando se apresentou no The Tonight Show da NBC, que lhe ofereceu um contrato de gravação com a Warner Bros. Records, empresa a qual lançou seu primeiro LP Bill Cosby Is a Very Funny Fellow...Right!, o primeiro de uma série de populares álbuns de comédia, em 1964.
Enquanto alguns usavam a crescente liberdade de material, às vezes arriscado, daquela década, Cosby começava a fazer sua reputação contando histórias sobre sua infância. Alguns americanos se surpreenderam sobre a abstinência racial dos textos de Cosby. Com seu sucesso em ascensão, Cosby precisou defender sua posição; ele argumentou: "Uma pessoa branca assiste ao meu show, ri e pensa 'É, esse é o jeito pelo qual eu deveria ver as coisas também'. Ok, ele é branco. Eu sou negro. E ambos deveríamos ver as coisas desse jeito. Isso deve significar que nós somos iguais, certo? Então eu vejo assim, estou fazendo tanto pelas boas relações raciais quanto o próximo cara."
Cosby continuou sendo um comediante stand-up incessável, apresentando-se em teatros pelo país.
Veterano no  stand-up comedy, iniciou sua carreira em vários clubes, até conseguir um papel principal numa série de TV nos anos de 1960, I Spy. Mais tarde ele iniciou sua própria série de comédia, The Cosby Show. Foi um dos principais personagens da série de TV infantil The Electric Company nas suas duas primeiras temporadas, e criou a série de cartoon educativa Fat Albert and the Cosby Kids, sobre um grupo de jovens amigos que cresciam e amadureciam na cidade. Cosby também atuou em alguns filmes.
Em 1976, Cosby conseguiu o diploma de Doutorado em Educação na Universidade de Massachusetts. Em sua monografia, escreveu uma dissertação intitulada "Uma Integração da Mídia Visual por 'Fat Albert and the Cosby Kids' no Currículo das Escolas Primárias como Assistência Didática e Veículo de Execução de Intensificação de Aprendizado".
Durante os anos de 1980, Cosby produziu e estrelou o que se acredita ser a maior sitcom da década, The Cosby Show, que foi ao ar em oito temporadas de 1984 a 1992. A sitcom mostra as experiências e situações de uma influente família negra dos Estados Unidos. Também produziu a sitcom spin-off A Different World, que se tornou sequente a The Cosby Show em popularidade. Estrelou a sitcom Cosby de 1996 a 2000 e apresentou Kids Say The Darndest Things por duas temporadas. Em 2002, Molefi Kete Asante o incluiu em seu livro 100 Greatest African Americans.

## Carreira como ator

### I Spy
Em 1965, quando foi designado para atuar ao lado de Robert Culp na série de aventura de espionagem I Spy, Cosby se tornou o primeiro afro-americano a coestrelar uma série dramática de TV, e a NBC se tornou a primeira a apresentar tal série. Primeiramente, Cosby e os executivos da NBC estavam concernidos de que algumas afiliadas poderiam estar receosas em exibir a série. No início da temporada de 1965 quatro estações deixaram o show; da Flórida, Geórgia e Alabama. Entretanto, o resto do país estava aficionado com a série e com a autêntica química entre os astros, e isso motivou grandes índices de audiência daquela temporada. I Spy terminou entre os 20 programas mais assistidos daquele ano, e Cosby foi honrado com três Emmy Awards por Ator Coadjuvante em uma Série de Drama consecutivos.
Durante a série, Cosby continuou fazendo stand-up e gravou seis álbuns de comédia para a Warner. Também começou a trabalhar na música, gravando Silver Throat: Bill Cosby Sings em 1967, o que o rendeu um single com "Lil' Ole Man". Ele também gravaria mais alguns álbuns musicais no início dos anos 70, mas decidiu dedicar-se primordialmente ao stand-up.
Em junho de 1968 a Billboard reportou que Cosby teria recusado uma oferta de renovação de contrato de 3,5 milhões de dólares e desejaria deixar a gravadora em Agosto daquele ano para continuar com seu próprio selo.
Tetragrammaton Records era uma divisão da Campbell, Silver, Cosby (CSC) Corporation. A companhia de produção locada em Los Angeles fundada por Cosby, seu administrador Roy Silver e seu filmador Bruce Post Campbell. Produzia vários tipos de gravações, incluindo o especial de TV de Cosby, o cartoon e série do Fat Albert e alguns filmes. A CSC contratou o veterano da indústria Artie Mogull como presidente da gravadora e a Tetragrammaton Records esteve em atividade de 1968 a 1969 (seu maior sucesso musical foi a banda britânica de heavy metal Deep Purple) mas foi rapidamente ao vermelho e cessou as atividades em 1970.

### Fat Albert, The Bill Cosby Show e os anos 1970

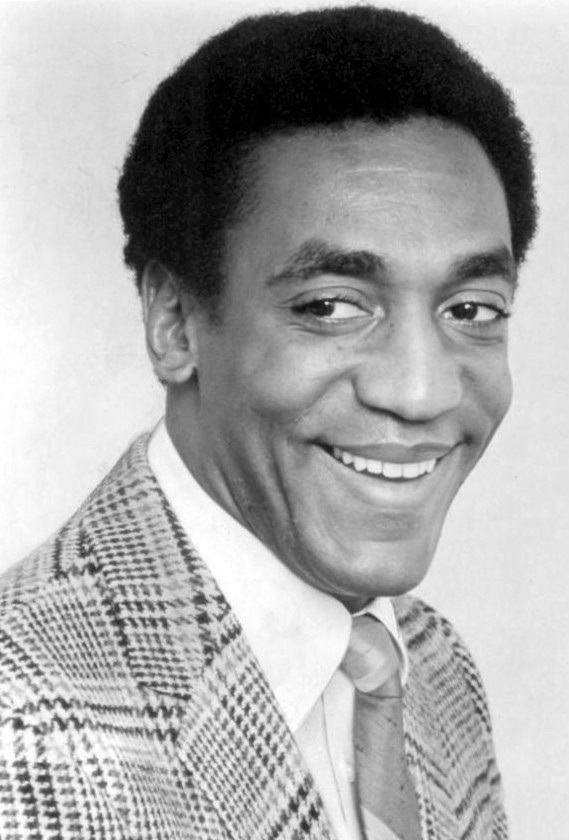
Bill Cosby em 1969

Cosby manteve outros papéis na TV e fez parte do elenco principal do The Tonight Show e como estrela de um especial anual da NBC. Retornou em séries em 1969 com o The Bill Cosby Show, uma comédia situacional que durou duas temporadas. Cosby interpretava um professor de educação física em uma escola secundária de Los Angeles. Enquanto fez um sucesso moderado pelos críticos, o show foi um sucesso de audiência, fechando em décimo-primeiro lugar em sua primeira temporada. Cosby foi elogiado por usar atores afro-americanos desconhecidos em sua série, tais como Lillian Randolph, Moms Mabley e Rex Ingram. Segundo os comentários do DVD da primeira temporada, Cosby teve um desentendimento com a NBC pela sua recusa em incluir trilhas de risadas no show (ele sentia que os telespectadores tinham a habilidade de encontrar seu próprio humor quando assistiam shows de TV). Ele havia sido inicialmente contratado pela NBC para fazer o show por duas temporadas, e acreditava que o show não deveria ser reprisado após a segunda temporada.
Após o The Bill Cosby Show sair do ar, Cosby retornou aos estudos e começou uma graduação na Universidade de Massachusetts, qualificado por um programa especial que permitia a admissão de estudantes que não completaram seus bacharelados, mas que tinham impacto significante em sua sociedade e/ou comunidade por sua carreira. Seu interesse profissional permitiu seu envolvimento na The Eletric Company, série da PBS, por onde gravou várias maneiras de ensinar leitura a crianças pequenas.
Em 1972 Cosby recebeu um MA da Universidade de Massachusetts e estava de volta ao horário nobre com uma nova série, The New Bill Cosby Show. Entretanto, nessa época ele conheceu baixos índices de audiência e o show foi cancelado na primeira temporada. Mais bem-sucedido foi seu desenho exibido aos sábados de manhã, Fat Albert and the Cosby Kids criado por Cosby e baseado em sua infância. Esta série foi ao ar de 1972 a 1979, e a sequência The New Fat Albert and the Cosby Kids durou de 1979 a 1984 algumas escolas usaram o desenho animado como ferramenta de ensino e Cosby escreveu uma dissertação intitulada "A Integração da Mídia Visual por 'Fat Albert and the Cosby Kids' no Currículo das Escolas Primárias como Assistência Didática e Veículo de Execução de Intensificação de Aprendizado", como cumprimento de obtenção de seu doutorado em educação em 1976, também pela Universidade de Massachusetts. Subsequentemente, Temple University, onde Cosby iniciou, porém nunca completara, seu Ensino Médio, o graduaria com bacharelado baseado em sua "experiência de vida".
Também durante os anos 70, Cosby e outros afro-americanos, incluindo Sidney Poitier, juntaram forças para fazer alguns bem-sucedidos filmes de comédia dentre os contidos na era de filmes "blaxploitation". Uptown Saturday Night (1974) e Let's Do It Again (1975) foram geralmente medianos, mas muitos dos filmes de Cosby tiveram pouco sucesso. Mother, Jugs & Speed (1976) coestrelando Rachel Welch e Harvey Keitel; A Piece of the Action, com Sidney Poitier; e California Suite foram todos criticados. Ainda mais, Cos (1976), um show de meia hora apresentando fantoches, sketches e números musicais, foi cancelado no mesmo ano. Cosby também esteve em programas infantis de TV começando em 1970, apresentando os segmentos do Picture Pages que terminaram no início dos anos 80.

### The Cosby Show e os anos 1980
O maior sucesso televisivo de Cosby veio em setembro de 1984 com a estreia de The Cosby Show. O programa ia ao ar semanalmente na NBC e se tornou a sitcom com maior audiência de toda época. Para Cosby, uma nova sitcom era uma resposta ao uso crescente de linguagem violenta e vulgar que as redes frequentemente ofereciam. The Cosby Show era uma representação de humor para a família. Ele insistia e recebia total controle de criação da série, e estava envolvido em todo o aspecto de produção da mesma. O show paralelizava a família de Cosby: assim como Cliff and Claire Huxtable (personagens principais da série), Cosby e sua mulher tinham curso superior, prosperidade financeira e cinco filhos. Quebrando estereótipos raciais, The Cosby Show foi uma das primeiras séries a mostrar famílias negras inteligentes e afluentes.
Muito do material da primeira temporada foi retirado do stand-up Bill Cosby: Himself, lançado em 1983. A série foi um sucesso imediato, começando entre as primeiras posições de audiência e se mantendo no topo em todo seu decorrer. The Cosby Show é uma das três únicas séries que receberam #1 no Nielsen ratings por no mínimo 5 temporadas consecutivas, juntamente com All in Family e American Idol. A revista People denominou a série "revolucionária" e a Newsday chamou-a de "real quebra de paradigmas".
Em 1987, Cosby tentou retornar ao cinema com o filme Leonard Part 6. Embora Cosby tenha produzido e escrito a história, ele afirmou publicamente que o filme não seria o que ele esperava, alertando que a audiência se manteria baixa.

### Anos 1990 e 2000

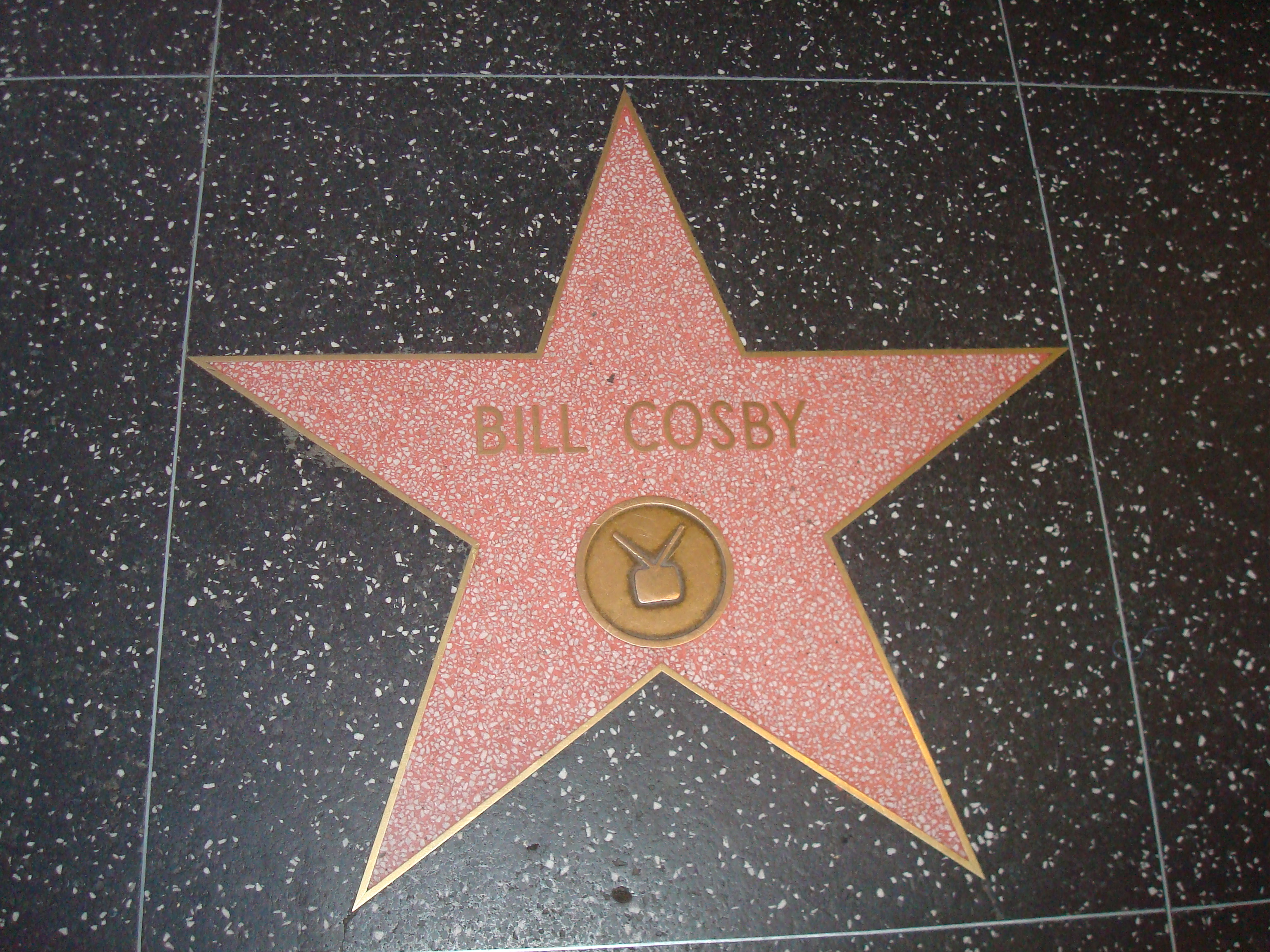
Estrela de Bill Cosby na Calçada da Fama de Hollywood

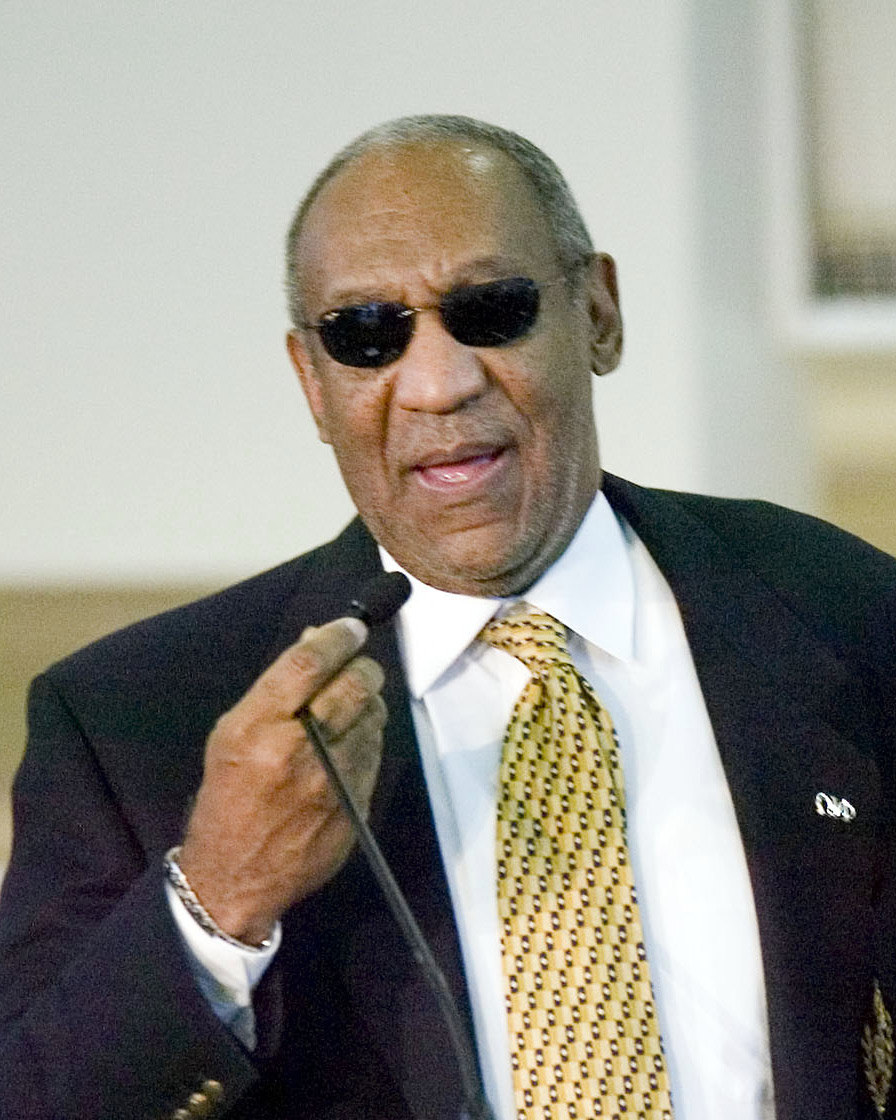
Cosby na Escola Secundária Frederick Douglas de Atlanta em 8 de outubro de 2006

Depois do The Cosby Show sair do ar em 1992, Cosby embarcou em alguns projetos, inclusive um remake do do clássico You Bet Your Life (1992-93) junto com o filme I Spy Returns (1994) e The Cosby Misteries (1994). Em meados dos anos 90 ele apareceu em um comerciais em preto e branco da Turner Classic Movies. Apareceu em mais três filmes: Ghost Dad (1990), The Meteor Man (1993) e Jack (1996); também foi entrevistado no documentário 4 Little Girls de Spike Lee sobre o atentado racista em uma igreja protestante do Alabama em 1963.
Também em 1996 ele estreou uma nova sitcom para a CBS, Cosby, novamente coestrelando Phylicia Rashād, sua esposa na série The Cosby Show. Cosby coproduziu o show pela Carsey-Werner Productions. O show era baseado no programa britânico One Foot in the Grave. Era centrado em Cosby como Hilton Lucas, um iconoclástico cidadão que tenta arrumar um novo emprego após ser "rebaixado", e no tempo livre tenta lidar com os nervos da sua esposa. Madeline Kahn coestrelou como amiga sócia de Rashad. Cosby foi contratado para ser o porta-voz oficial da CBS no programa WWJ-TV durante uma campanha de 1995 a 1998. Também em 1998, Cosby fez Kids Say The Darndest Things. Após quatro temporadas, Cosby foi cancelada. O último episódio foi ao ar em 28 de abril de 2000, Kids Say the Darndest Things foi cancelada no mesmo ano. Cosby continuou trabalhando com a CBS em acordos de desenvolvimento e outros projetos.
Uma série para crianças do primário, Little Bill iniciou em 1999. A rede de TV renovou o programa popular em novembro de 2000. Em 2001, por sua idade avançada, a agenda de Cosby incuía a pubicação de um novo livro, e visitas em formaturas em Morris Brown College, Ohio State University, e no Rensselaer Polytechnic Institute. Também naquele ano, ele assinou um contrato com a Fox para gravar um filme baseado na série dos anos 70, Fat Albert, sendo lançado em 2004.
No verão de 2009, Cosby apresentou uma festa de gala em Montreal, Just for Laughs, a maior do mundo.

## Pontos de vista socioeconômicos
Em maio de 2004, após receber um prêmio na comemoração do 50º aniversário da decisão do Brown v. Board of Education, uma lei da Suprema Corte que acabava com a segregação racial em escolas, Cosby fez críticas públicas aos afro-americanos que priorizam o esporte, a moda e o "parecer bem" à educação, autoestima e crescimento próprio, sustentando famílias afro-americanas a educarem seus filhos em diferentes aspectos da cultura americana.
No discurso "Pound Cake", Cosby, que ainda tinha seu doutorado em educação, pediu aos pais afro-americanos que começassem a ensinar valores morais a seus filhos desde cedo. Cosby disse ao Washington Times "Pais precisam estar na linha de frente. Se você precisar de ajuda e não sabe ser pai, nós precisamos ser capazes de administrar isso". Richard Leibi disse ao The Washington Post: "Bill Cosby não foi nada além de politicamente correto no seu comentário na segunda à noite na comemoração do 50º aniversário vergonhoso do Brown v. Board of Education no Constitution Hall".
Michael Eric Dyson, professor de Sociologia da Georgetown University, escreveu um livro em 2005 intitulado Is Bill Cosby Right or Is the Black Middle Class Out of Touch?. No livro, Dyson escreveu que Bill Cosby estava ignorando fatores sociais que incitam e associam ao crime; fatores como a baixa qualidade das escolas, salários estagnados, quedas dramáticas na economia, tráfico de entorpecentes e sumiço de empregos e capital. Dyson sugeriu que os comentários de Cosby são "classicistas, elitistas e generalistas".
Cornel West defendeu Cosby e sua posição, dizendo "ele fala sem papas na língua e tenta fazer as pessoas enxergarem a honestidade, pois temos irmãos e irmãs [negros] que não fazem as coisas certa, bem como nós mesmos algumas vezes não fazemos a coisa certa... Ele está tentando falar honesta, sincera e amorosamente, e eu acho que isso é a coisa mais certa".
Em uma entrevista de 2008 Cosby mencionou Chicago, Atlanta, Filadélfia, Oakland, Detroit e Springfield, Massachusetts como cidades de alta criminalidade onde jovens afro-americanos estavam sendo mortos e presos em números desproporcionais. Cosby manteve seu discurso crítico e afirmou que pais afro-americanos continuavam a falhar em ensinar os pilares da procedência moral. Cosby continuou a discursar em comunidades negras (principalmente em igrejas) sobre suas frustrações com certos problemas que prevaleciam em desprivilegiar comunidades urbanas como o contato com as drogas ilegais, gravidez precoce, Black Entertainment Television, abandono de estudos, anti-intelectualismo, gangsta rap, vulgaridade, furtos, uso de roupas indecentes, arrogância, alienação parental, pais e mães solteiros e a falha da vivência dos ideais de Frederick Douglas, Martin Luther King, Jr. e os ancestrais afro-americanos que precederam a Generation X.

## Causas humanitárias
Cosby se tornou um membro ativo da Fundação de Jazz da América. Começou a se envolver com a organização em 2004, por alguns anos ele tem sido convidado na campanha anual A Great Night in Harlem no Apollo Theater em Nova Iorque.

## Vida pessoal
Cosby conheceu sua esposa Camille enquanto fazia um show em Washington, D.C., no início de 1960, e ela estava estudando na Universidade de Maryland. Se casaram em 25 de janeiro de 1964 e tiveram cinco filhos:  as meninas Erika Ranee (1965), Erinn CHalene (1966), Ensa Camille (1973) e Evin Harrah (1976), e o único do sexo masculino Ennis William (1969-1997). Seu filho Ennis foi morto a tiros enquanto trocava o pneu furado no Interstate 405 em Los Angeles, 16 de janeiro de 1997. Cosby possui casas em Shelburne, Massachusetts, e Cheltenham, Pennsylvânia.
Bill Cosby apresenta o Playboy Jazz Festival desde 1979. Como músico ávido,  ele é conhecido como baterista de jazz, embora tenha sido visto tocando contrabaixo com Jerry Lewis e Sammy Davis Jr no talk show de Hugh Hefner, em 1970. Seu trabalho "The Regular Way" foi gravado no Festival em Dezembro de 1968.
Mais de 40 mulheres admitiram, em 2014, terem sido sedadas e violadas por Bill Cosby, crimes que teriam acontecido nas últimas décadas.
Em julho de 2015,  Cosby confessou que em 2005 sedou jovens com o intuito de estuprá-las, utilizando o metaqualona, uma droga muito usada em comprimidos para dormir nos na década de 1970.

## Trabalhos
| - 1963 — Bill Cosby Is a Very Funny Fellow...Right! - 1964 — I Started Out as a Child - 1965 — Why Is There Air? - 1966 — Wonderfulness - 1967 — Revenge - 1968 — To Russell, My Brother, Whom I Slept With - 1968 — 200 M.P.H. - 1969 — 8:15 12:15 - 1969 — It's True! It's True! - 1969 — Sports - 1970 — Live: Madison Square Garden Center - 1971 — When I Was a Kid - 1971 — For Adults Only - 1971 — Bill Cosby Talks to Kids About Drugs - 1972 — Inside the Mind of Bill Cosby - 1973 — Fat Albert - 1977 — My Father Confused Me... What Must I Do? What Must I Do? - 1978 — Bill's Best Friend - 1982 — Bill Cosby: Himself - 1986 — Those of You With or Without Children, You'll Understand - 1991 — OH, Baby | - 1967 — Silver Throat: Bill Cosby Sings - 1968 — Bill Cosby Sings Hooray for the Salvation Army Band! - 1971 — Badfoot Brown & the Bunions Bradford Funeral & Marching Band - 1972 — Charles Mingus and Friends in Concert - As master of ceremonies (Columbia) - 1972 — Bill Cosby Presents Badfoot Brown & the Bunions Bradford Funeral Marching Band - 1974 — At Last Bill Cosby Really Sings - 1976 — Bill Cosby Is Not Himself These Days - 1977 — Disco Bill - 1990 — Where You Lay Your Head - 1991 — My Appreciation - 1997 — Hello Friend: To Ennis, With Love - 2004 — Quincy Jones & Bill Cosby – The Original Jam Sessions 1969 - 2004 — Quincy Jones & Bill Cosby – The New Mixes Vol. 1 - 2009 — State of Emergency - 2010 — Keep Standing - 1969 — The Best of Bill Cosby - 1970 — More of the Best of Bill Cosby - 1973 — Bill - 1975 — Down Under - 1986 — Cosby and the Kids - 1994 — At His Best - 2001 — 20th Century Masters: The Millennium Collection: The Best of Bill Cosby - 2004 — The Bill Cosby Collection |

### Singles
| Ano  | Single                                          | Posição nos Charts | Posição nos Charts |
| Ano  | Single                                          | US                 | US R&B             |
| ---- | ----------------------------------------------- | ------------------ | ------------------ |
| 1967 | "Little Ol' Man (Uptight—Everything's Alright)" | 4                  | 18                 |
| 1970 | "Grover Henson Feels Forgotten"                 | 70                 | —                  |
| 1976 | "I Luv Myself Better Than I Luv Myself"         | —                  | 59                 |
| 1976 | "Yes, Yes, Yes"                                 | 46                 | 11                 |

## Prêmios
- 1969: Recebeu seu terceiro prêmio "Homem do Ano" pelo Hasty Pudding Theatricals, grupo de atuação da Universidade de Harvard.
- 1998: Recebe o Kennedy Center Honor.
- 2002: Medalha Presidencial da Liberdade por suas contribuições na TV.
- 2003: Prêmio Humanitário Bob Hope
- 2005: Numa pesquisa para encontrar O comediante dos comediantes, ficou entre os 50 mais votados por comediantes e agregados à comédia.
- 2009: Presenteado com o 12º Prêmio Anual Mark Twize para Humor Americano.
- 2011: Homenageado pela Marinha dos Estados Unidos.

### Emmys
Melhor performance coadjuvante por um ator em série dramática — Primetime Emmys
- 1966: I Spy – Alexander Scott
- 1967: I Spy – Alexander Scott
- 1968: I Spy – Alexander Scott

Melhor programa de variedade ou musical — Primetime Emmys
1969: The Bill Cosby Especial

### Grammys
Melhor desempenho em comédia — Grammy Awards
- 1965: I Started Out as a Child
- 1966: Why Is There Air?
- 1967: Wonderfulness
- 1968: Revenge
- 1969: To Russell, My Brother, Whom I Slept With
- 1970: Sports
- 1987: Those of You with or Without Children, You'll Understand

Melhor gravação para crianças — Grammy Awards
- 1972: Bill Cosby Talks to Kids About Drugs
- 1971: The Electric Company – Elenco